# إدارة نورتي دي سانتاندير
إدارة نورتي دي سانتاندير واحدة من 32 إدارة في كولومبيا، تقع في شمال البلاد المتاخمة لفنزويلا. عاصمتها كوكوتا، وهي أحد المدن الرئيسية في البلاد.